# Переволочанський перевіз
Переволочанський перевіз - один із давніх перевозів через річку Дніпро, який розташований на шляху між Правобережною та Лівобережною Україною, Запоріжжям та Кримом.  Приблизний маршрут  - від Переволочної на Саксагань, Базавлук, Солону, в Нову Січ, а потім з правого берега Дніпра на лівий, до Кримського шляху.

Згадуєтся в Конституції Пилипа Орлика. 
Також Дніпро увесь згори від Переволочної вниз, перевіз Переволочанський і саме місто Переволочну з містом Керебердою, і ріка Ворскло із млинами, які є в Полтавському полку, і козацьку фортецю із належним до неї, має ясновельможний гетьман, а по ньому наступні наслідники того гетьманського уряду зберегти при Запорозькому війську, згідно давніх прав та привілеїв, нікому з духовної і світської влади не допускаючи і не дозволяючи забивати й будувати там, на Дніпрі, від Переволочної єзів, заводити ставів та ловитов рибних, особливо в полі мають належати на вічні часи ріки, річки та всілякі прикмети аж по самий Очаків не до кого іншого, тільки до низового Запорозького війська.

## Історія
Діяв переважно у 2-й половині 17 - 18ст. Одержав назву від урочища Переволока на лівому березі, де з часом виникла слобода Переволочна. Перевіз захищала Переволочанська фортеця. 
На правому березі закінчувався в урочищі Мішурін Ріг (згодом запорізький зимівник та слобода) де під час російсько-турецької війни 1735 - 1739р для прикриття Переволочанського перевозу було споруджено Мишурино-Різький ретраншемент. 
Судячи з даних по Переволочні з початку 1760-х рр. на перевозі могло бути 5-6 поромів
У 80-х рр. 18ст. почав втрачати значення, однак продовжував діяти до початку 20ст. 
Остаточно припинив існування після утворення Дніпродзержинської ГЕС.

## Економічна складова
У кінці 17ст грошові й митні прибутки від перевозу, які збирав гетьманський "дозорца" складали в середньому 12тис. "золотих" щорічно.
У 1-й половині 18ст. прибутки від перевозу збирав комендант Переволочанської фортеці, а згодом митний комісар.
У 1972 році перевіз було передано у відкуп приватним власникам, за 1670 карбованців щорічно. 
З джерел відомо що в червні 1724 р. через Кременчуцьку, Переволочанську та Лялинську застави проїхали 1479 господарів (за декількома винятками то були чумаки), які представляли переважно Лівобережжя. 806 возів везли сіль із-за кордону (близько 67 тис. пудів). За обрахунками І.Слабєєва, загальна кількість ввезеної солі за сезон (травень-жовтень) могла тоді на цих трьох заставах становити 500-600 тис. пудів (8-9,6 тис. тонн).
З утворенням Нової Сербії прибутки з перевозів російський уряд спрямував на утримання полків новосербів. У 1755 р. на це планувалось отримати з Переволочанської митниці 24 148 руб.